# Драгољуб Којчић
Драгољуб Којчић (Београд, 27. март 1954) српски је публициста, културни радник и уредник.

## Биографија
Учествовао је у оснивању демократске опозиције у Србији 1990. године.
Он је покренуо Лист за политику, културу и економију „Држава“. Током 1996. и 1997. године био је његов главни и одговорни уредник.
Од 2013. до 2019. године Којчић је био директор главни уредник Завода за уџбенике.
Којчић пише чланке и есеје за портал Нови стандард.
Додељене су му: Награда „Драгиша Кашиковић”, признање Златна значка Културно-просветне заједнице Србије и Златни беочуг за допринос у култури.

## Награде и признања
- Орден Карађорђеве звезде првог степена (28. јун 2025)[3]

## Одабрана дела
- Стрела времена и хоризонт слободе (2009. и 2016)[4]
- Дамјан Ђаков  – Streeet and Colours of Time (2015)[5]
- Без буђења: есеји и друге форме (2021)[6]